# Латинська абетка
Лати́нська абе́тка, або лати́ниця, лати́нка, чи латинський алфавіт — абетка латинської мови, історично є відгалуженням етруської абетки, що своєю чергою постала з грецької. Виникнення латинської абетки датують 7 ст. до н. е. Напрямок письма: спочатку справа наліво, й через рядок, зліва направо (так званий бустрофедон), з 4 ст. до н. е. — зліва направо. Форма знаків переважно склалася в 5—1 століттях до н. е.

## Основні графеми
| 𐌀 | 𐌁 | 𐌂 | 𐌃 | 𐌄 | 𐌅 | 𐌆 | 𐌇 | 𐌈 | 𐌉 | 𐌊 | 𐌋 | 𐌌 | 𐌍 | 𐌎 | 𐌏 | 𐌐 | 𐌑 | 𐌒 | 𐌓 | 𐌔 | 𐌕 | 𐌖 | 𐌗 | 𐌘 | 𐌙 | 𐌜 | 𐌚 |
| A | B | C | D | E | F | Z | H |   | I | K | L | M | N |   | O | P |   | Q | R | S | T | V | X |   |   |   |   |
| - | - | - | - | - | - | - | - | - | - | - | - | - | - | - | - | - | - | - | - | - | - | - | - | - | - | - | - |

Класична латинська абетка
| A | B | C | D | E | F | G | H | I | J | K | L | M |
| N | O | P | Q | R | S | T | U | V | W | X | Y | Z |

| a | b | c | d | e | f | g | h | i | j | k | l | m |
| n | o | p | q | r | s | t | u | v | w | x | y | z |

## Історія

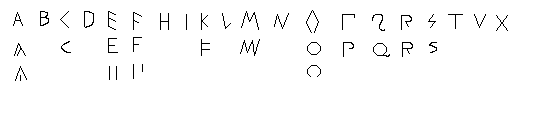
Абетка архаїчної латини без літери Z, вилученої 312 року до н. е.

Латинська абетка походить від етруського алфавіту, заснованого, в свою чергу, на одному з варіантів західного (південноіталійського) грецького алфавіту. Латинська абетка усамостійнилася приблизно в VII столітті до н. е. Архаїчна латинська абетка мала 21 літеру:
A B C D E F Z H I K L M N O P Q R S T V X
Латинська літера C походить з архаїчного написання грецької гамми, у такому значенні вона збереглася в традиційних скороченнях римських особистих імен Ґай і Ґней — C, Cn. У IV—III століттях до н. е. написання літери K поступово змінилося до вигляду C і таким чином збіглося з написанням колишньої грецької гамми. Літера C позначала тепер звук «к», а з пізньоантичного часу — звук «ц» перед «е», «і». В архаїчному грецькому письмі дигамма F відповідала звукові «в», в латинському письмі вона стала відповідати звукові «ф». Дзета Z була офіційно вилучена з латинського письма цензором Аппієм Клавдієм 312 року до н. е., оскільки вийшла з ужитку в зв'язку зі зміною інтервокального «з» на «р». Літера H (грецька «ета»), що в західногрецькій абетці передавала придих, збереглася в латинській абетці з тим же значенням. Від грецької коппи (Ϙ) походить латинська літера Q. Грецькі літери Θ («тета»), Φ («фі») та Ψ («псі») використовували в латинському письмі на позначення цифр 100, 1000 та 50. Літера K («каппа») спершу мала розімкнене написання. Так вона виглядає на написі на стелі римського Форуму. З часом К набула вигляду C й таким чином збіглася з третьою літерою абетки, що передавала звук «ґ». Окрім того C у написах IV—III століття позначала звуки «к» та «ґ». Тож з метою впорядкування написання цих звуків до гамми C додали вертикальний штрих знизу — так утворилася латинська G. Літера G увійшла до абетки близько 234 до н. е. з ініціативи Спурія Карвілія (Spurius Carvilius), який помістив її на місце скасованої Z, проте не завжди рахувалася, оскільки її розглядали як C з діакритичним знаком. Тож класична абетка складалася з 20 літер:
A B C D E F (G) H I K L M N O P Q R S T V X
Із появою потреби в транслітерації запозичуваних грецьких слів запроваджено грецькі літери Y (іпсилон) та Z (дзета) на початку 1 ст. до н. е. для відтворення невластивих латинській мові звуків. Згодом специфічна вимова цих звуків втратилась, однак літери залишилися в ужитку, вказуючи на грецьке походження слова. Таким чином постала абетка з 23 знаків:
A B C D E F G H I K L M N O P Q R S T V X Y Z

Клавдієві літери

Імператор Клавдій безуспішно намагався додати до латинського алфавіту знаки для звуків oe (як у слові Phoebus), ps / bs (за аналогією з грецькою мовою), а також v — на відміну від u (в класичному латинському алфавіті літеру V використовували для двох звуків, U і V). Після смерті Клавдія «Клавдієві літери» були забуті.
На межі II—I століть до н. е. виробився каліграфічно досконалий вид епіграфічного письма для особливо важливих написів. Латинське письмо епіграфічних пам'яток також називають монументальним, квадратним або лапідарним. Проте у щоденному житті римляни використовували курсивний скоропис. Епіграфісти виділяють часом ще один вид латинського письма — актуарне, що є письмом документів. Особливий вид латинського письма виник у III столітті в Північній Африці — так зване унціальне письмо (тобто гачкувате).
Давні римляни використовували тільки великі форми літер; сучасні малі літери з'явилися на рубежі античності і Середньовіччя, так само, як знаки пунктуації та діакритичні знаки. Загалом у своєму сучасному вигляді Латинська абетка оформилася близько 800 року н. е. (Так званий каролінзький мінускул)

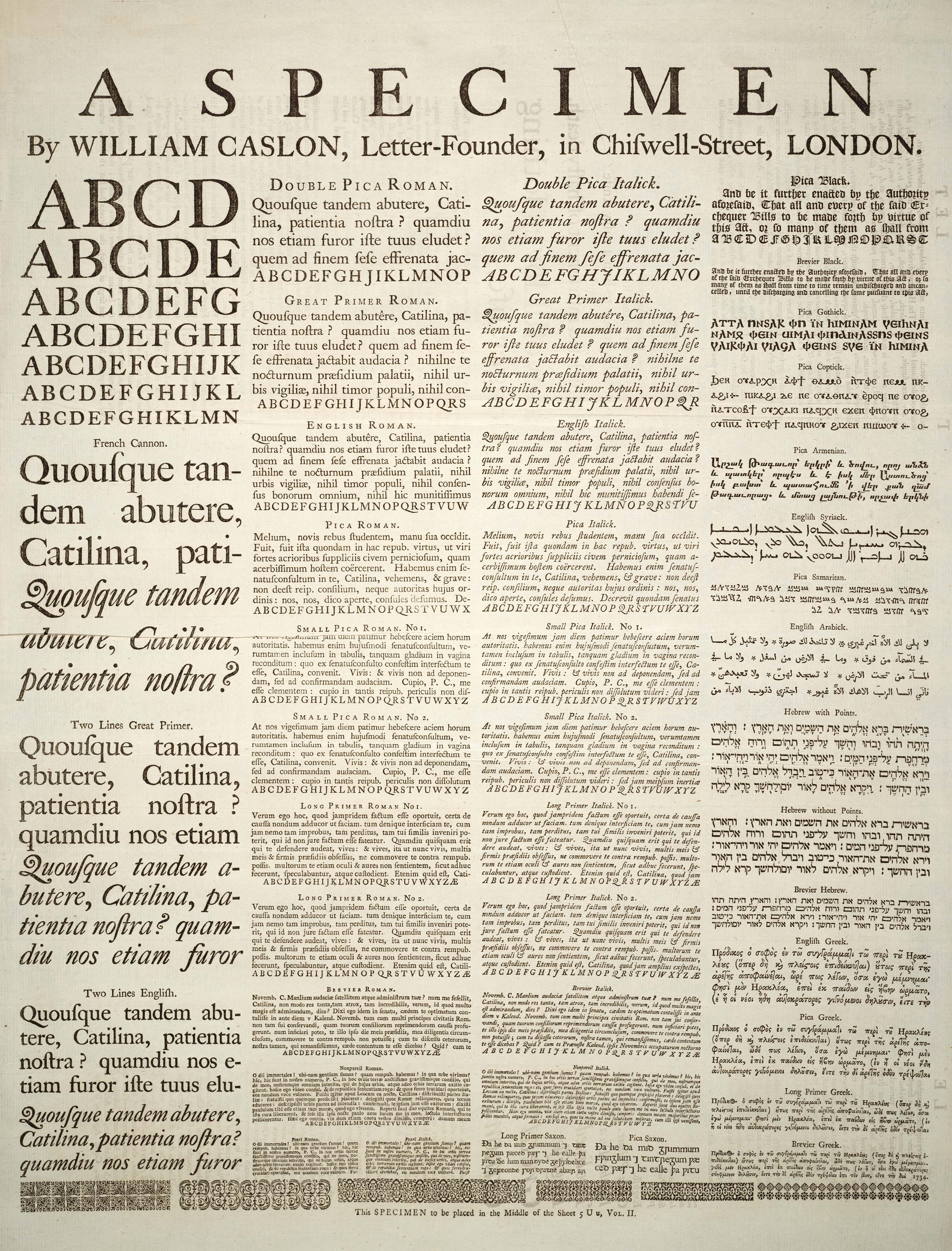
Зразки латинських шрифтів, XVIII ст.

У Новий час відбулася диференціація складових і нескладових варіантів літер I та V (I / J і U / V). Регулярне вживання літер J (на відміну від I), U (на відміну від V і W) закріпилося тільки в епоху Відродження, їх до латинської абетки запровадив гуманіст Петрус Рамус. Таким чином алфавіт розширився до 25 літер:
Aa Bb Cc Dd Ee Ff Gg Hh Ii Jj Kk Ll Mm Nn Oo Pp Qq Rr Ss Tt Uu Vv Xx Yy Zz
Приблизно в той самий час, лише в північній Європі диграф VV став вважатися окремою літерою, яку використовують на письмі у германських мовах.
Англійський алфавіт з 26 літер, який зафіксовано на клавіатурі сучасних комп'ютерів і телефонів також має Ww:
Aa Bb Cc Dd Ee Ff Gg Hh Ii Jj Kk Ll Mm Nn Oo Pp Qq Rr Ss Tt Uu Vv Ww Xx Yy Zz
Проте, коли говорять про алфавіт власне латинської мови, а також романських мов, то W найчастіше не включають до складу літер (тоді латинський алфавіт складається з 25 літер).
У часи Середньовіччя в скандинавських та англійському алфавітах використовували рунічну букву þ (назва: thorn) для звуку [θ] (як в сучасній англійській на початку слова thing), проте пізніше вона вийшла з ужитку. Зараз thorn використовують тільки в ісландському алфавіті.
Починаючи з епохи Раннього Середньовіччя латинську абетку стали пристосовувати для більшості мов Європи, а пізніше — для низки мов Африки, Америки та Азії. Зазвичай відповідні національні абетки послуговуються діакритичними знаками, диграфами або додаковими літерами, щоб відтворити властиві мові звуки.
Таким чином усі інші додаткові знаки сучасних латинських алфавітів походять від зазначених вище 26 літер у поєднанні з діакритичними знаками або використовуються лігатури (як німецька літера ß, есцет, що походить з готичної лігатури літер S і Z).

## Сучасна латинська абетка
Сучасна латинська абетка містить 26 літер:
| Латинська літера | Назва літери   | Латинська назва | Латинська вимова IPA |
| ---------------- | -------------- | --------------- | -------------------- |
| A a              | а              | ā               | aː                   |
| B b              | бе             | bē              | beː                  |
| C c              | це             | cē              | keː1                 |
| D d              | де             | dē              | deː                  |
| E e              | е              | ē               | eː                   |
| F f              | еф             | ef              | ef                   |
| G g              | ґе, же2        | gē              | geː                  |
| H h              | га, аш2        | hā              | haː                  |
| I i              | і              | ī               | iː                   |
| J j3             | йот, жі2       | —               | -                    |
| K k4             | ка             | kā              | kaː                  |
| L l              | ель            | el              | el                   |
| M m              | ем             | em              | em                   |
| N n              | ен             | en              | en                   |
| O o              | о              | ō               | oː                   |
| P p              | пе             | pē              | peː                  |
| Q q              | ку             | qū              | kwuː                 |
| R r              | ер             | er              | er                   |
| S s              | ес             | es              | es                   |
| T t              | те             | tē              | teː                  |
| U u              | у              | ū               | uː                   |
| V v              | ве             | vē              | veː                  |
| W w3             | дубль ве       | —               | -                    |
| X x              | ікс            | ex              | eks                  |
| Y y5             | іпсилон, ігрек | ī Graeca        | iː 'graika           |
| Z z5             | зет (зета)     | zēta            | 'zeːta               |

1 пізніше ця літера набула звучання /ts/ перед i, e, ae, oe, а ще згодом — /tʃ/

2 французькі назви літер; застосовують у науці

3 в класичній латині цих літер не вживали

4 в класичній латині практично не вживається; ця літера традиційно писалася тільки в слові Kalendae (календи) і в імені Kaeso

5 тільки в запозиченнях з грецької мови
У латинській абетці розрізняються великі та малі літери. Це розрізнення було запроваджено в Середньовіччі.

## Діакритика, лігатури, варіанти

У часи Середньовіччя в латинському письмі часто вживані префікси, суфікси і навіть корені слів скорочувалися за допомогою лігатур та спеціальних знаків, деякі з яких використовують і сьогодні

У багатьох мовах латинська абетка була розширена за допомогою діакритичних знаків з метою кращої відповідності до фонетичної системи мови (напр.: å, é, ï, ò, û). Чи не найбільше діакритичних знаків має в'єтнамська мова, яка подібно до турецької, перейшла на латиницю досить пізно.
Окрім того, у деяких мовах виникли сталі комбінації літер на позначення звуку, відсутнього в класичній латинській абетці (напр.: ch, sch, th, ng, sz). З таких комбінацій літер з часом виникають лігатури (зрощення) або нові літери (пор. утворення W з подвійного VV у пізній латинській мові, англійській, німецькій та польській або æ з a та e у данській, норвезькій та ісландській).
Латинська абетка також розширювалася у інших мовах за рахунок нових літер. Часто модифіковували вже наявні літери, як то було вже у класичній латині з літерою G, що є модифікацією літери C. Інші приклади нових літер: Ð в ісландській мові, Ŋ в самській мові.
Іноді латиницю розширювали за рахунок літер інших алфавітів, як то було з Y та Z, запозичених з грецької абетки, або Þ (Thorn) в ісландській мові, запозиченої з рунічної абетки. Деякі західно-, центрально- та південно-африканські мови використовують додаткові літери, наприклад мова Аданґме має літери ⟨Ɛ/ɛ⟩ та ⟨Ɔ/ɔ⟩; мова Га використовує ⟨Ɛ/ɛ⟩, ⟨Ŋ/ŋ⟩ та ⟨Ɔ/ɔ⟩. Хауса має ⟨Ɓ/ɓ⟩ та ⟨Ɗ/ɗ⟩ для імплозивних приголосних та ⟨Ƙ/ƙ⟩ для абруптивних приголосних.

## Поширеність

Поширеність латинської абетки. Темно-зеленим позначено країни, що в них латиниця — єдина абетка для офіційних мов; світло-зеленим — країни, де латиниця на офіційному рівні співіснує з іншими письменами. Варто зауважити, що латинською абеткою часом широко послуговуються також у країнах, позначених на цій карті сірим.

Писемність на основі латинської абетки застосовують мови балтійської, германської, романської й кельтської груп, а також переважна частина південнослов'янських і всі західнослов'янські мови. Завдяки значній поширеності європейських мов латинська абетка стала основною для всіх країн Америки, а також основою нових алфавітів для мов Африки та деяких мов Азії (в'єтнамська мова, турецька мова).
Нині латинська абетка знайома майже всім людям Землі, оскільки її вивчають у школі або на уроках математики, або іноземної мови, крім того для багатьох мов латинська абетка є рідною, тож де-факто є «абеткою міжнародного спілкування». На основі латинської абетки створено більшість штучних мов, зокрема, есперанто, інтерлінгва, ідо та інші.
Для всіх мов з нелатинською писемністю існують також системи запису латиницею — навіть якщо іноземець і не знає правильного читання, йому набагато легше мати справу зі знайомими латинськими буквами, ніж з «китайською грамотою». У низці країн допоміжне письмо латиницею стандартизовано, й діти вивчають його в школі (в Японії, Китаї).
Використання латиниці в певних випадках пов'язане з технічними труднощами в використанні інших типів письма: міжнародні телеграми завжди писалися латиницею; в електронній пошті і на вебфорумах також часто трапляються записи української чи російської мов латиницею через відсутність підтримки кирилиці або через розбіжність кодувань (дивись трансліт; те ж стосується й грецької мови).
З іншого боку, в текстах на нелатинському алфавіті іноземні назви нерідко залишають латиницею через відсутність загальноприйнятого й легко впізнаваного написання в своїй системі. Наприклад, іноді в українських текстах (особливо у ЗМІ) японські назви пишуть латиницею, хоча для японської мови існують загальноприйняті правила транслітерації кирилицями.
Неодноразово висувалася ідея переведення всіх мов на латинське письмо — наприклад, в СРСР в 1920-х роках (дивись латинізація). Прихильником глобальної латинізації був також відомий данський лінгвіст Отто Єсперсен.

## Латинізація мов світу
Латинську абетку використовують у всьому світі для латинізації різних мов, що послуговуються іншими абетками, з метою спрощення комунікації. Більшість мов з нелатинською абеткою мають офіційні правила транслітерації на базі латиниці. Часом такі системи транслітерації називають романізованими, тобто похідними від романських, а отже латинської мов.
Нижче наводиться таблиця з прикладами латинізованої транслітерації грецької, української, івриту, арабської, перської, японської (катакана) та корейської (хангиль) мов:
| Латинська абетка | Грецька мова    | Українська та інші літери кирилиці | Іврит           | Арабська мова    | Перська мова | Японська катакана | Корейський хангиль |
| ---------------- | --------------- | ---------------------------------- | --------------- | ---------------- | ------------ | ----------------- | ------------------ |
| A                | A               | А                                  | ַ, ֲ, ָ            | دَ, دَ, ﺍ — ﺎ, دَىا | آ ا          | ア                | ㅏ                 |
| AE               |                 |                                    |                 |                  |              |                   | ㅐ                 |
| AI               |                 |                                    | י ַ              |                  |              |                   |                    |
| B                | ΜΠ, Β           | Б                                  | בּ               | ﺏ ﺑ ﺒ ﺐ          | ﺏ ﺑ          |                   | ㅂ                 |
| C                | Ξ               | Ц                                  |                 |                  |              |                   |                    |
| CH               | TΣ̈              | Ч                                  | צ׳              |                  | چ            |                   | ㅊ                 |
| CHI              |                 |                                    |                 |                  |              | チ                |                    |
| D                | ΝΤ, Δ           | Д                                  | ד               | ﺩ — ﺪ, ﺽ ﺿ ﻀ ﺾ   | د            |                   | ㄷ                 |
| DH               | Δ               |                                    | דֿ               | ﺫ — ﺬ            |              |                   |                    |
| DZ               | ΤΖ              | ДЗ                                 |                 |                  |              |                   |                    |
| E                | Ε, ΑΙ           | Е                                  | , ֱ, י ֵֶ, ֵ, י ֶ    |                  |              | エ                | ㅔ                 |
| EO               |                 |                                    |                 |                  |              |                   | ㅓ                 |
| EU               |                 |                                    |                 |                  |              |                   | ㅡ                 |
| EUI              |                 |                                    |                 |                  |              |                   | ㅢ                 |
| F                | Φ               | Ф                                  | פ (кінцева ף)   | ﻑ ﻓ ﻔ ﻒ          | ﻑ            |                   |                    |
| FU               |                 |                                    |                 |                  |              | フ                |                    |
| G                | ΓΓ, ΓΚ, Γ       | Ґ, Г                               | ג               |                  | گ            |                   | ㄱ                 |
| GH               | Γ               | Ғ                                  | גֿ, עֿ            | ﻍ ﻏ ﻐ ﻎ          | ق غ          |                   |                    |
| H                | Η               | Г, Һ                               | ח, ה            | ﻩ ﻫ ﻬ ﻪ, ﺡ ﺣ ﺤ ﺢ | ه ح ﻫ        |                   | ㅎ                 |
| HA               |                 |                                    |                 |                  |              | ハ                |                    |
| HE               |                 |                                    |                 |                  |              | ヘ                |                    |
| HI               |                 |                                    |                 |                  |              | ヒ                |                    |
| HO               |                 |                                    |                 |                  |              | ホ                |                    |
| I                | Η, Ι, Υ, ΕΙ, ΟΙ | І, И                               | ִ, י ִ            | دِ                |              | イ                | ㅣ                 |
| IY               |                 |                                    |                 | دِي               |              |                   |                    |
| J                | TZ̈              | ДЖ, Џ                              | ג׳              | ﺝ ﺟ ﺠ ﺞ          | ج            |                   | ㅈ                 |
| JJ               |                 | Й                                  |                 |                  |              |                   | ㅉ                 |
| K                | Κ               | К                                  | כּ (кінцева ךּ)   | ﻙ ﻛ ﻜ ﻚ          | ک            |                   | ㅋ                 |
| KA               |                 |                                    |                 |                  |              | カ                |                    |
| KE               |                 |                                    |                 |                  |              | ケ                |                    |
| KH               | X               | Х                                  | כ,חֿ (кінцева ך) | ﺥ ﺧ ﺨ ﺦ          | خ            |                   |                    |
| KI               |                 |                                    |                 |                  |              | キ                |                    |
| KK               |                 |                                    |                 |                  |              |                   | ㄲ                 |
| KO               |                 |                                    |                 |                  |              | コ                |                    |
| KU               |                 |                                    |                 |                  |              | ク                |                    |
| L                | Λ               | Л                                  | ל               | ﻝ ﻟ ﻠ ﻞ          | ل            |                   |                    |
| M                | Μ               | М                                  | מ (кінцева ם)   | ﻡ ﻣ ﻤ ﻢ          | م            |                   | ㅁ                 |
| MA               |                 |                                    |                 |                  |              | マ                |                    |
| ME               |                 |                                    |                 |                  |              | メ                |                    |
| MI               |                 |                                    |                 |                  |              | ミ                |                    |
| MO               |                 |                                    |                 |                  |              | モ                |                    |
| MU               |                 |                                    |                 |                  |              | ム                |                    |
| N                | Ν               | Н                                  | נ (кінцева ן)   | ﻥ ﻧ ﻨ ﻦ          | ن            | ン                | ㄴ                 |
| NA               |                 |                                    |                 |                  |              | ナ                |                    |
| NE               |                 |                                    |                 |                  |              | ネ                |                    |
| NI               |                 |                                    |                 |                  |              | ニ                |                    |
| NO               |                 |                                    |                 |                  |              | ノ                |                    |
| NU               |                 |                                    |                 |                  |              | ヌ                |                    |
| O                | Ο, Ω            | О                                  | , ֳ, וֹֹ           |                  | ُا            | オ                | ㅗ                 |
| OI               |                 |                                    |                 |                  |              |                   | ㅚ                 |
| P                | Π               | П                                  | פּ (кінцева ףּ)   |                  | پ            |                   | ㅍ                 |
| PP               |                 |                                    |                 |                  |              |                   | ㅃ                 |
| PS               | Ψ               |                                    |                 |                  |              |                   |                    |
| Q                | Θ               |                                    | ק               | ﻕ ﻗ ﻘ ﻖ          | ق            |                   |                    |
| R                | Ρ               | Р                                  | ר               | ﺭ — ﺮ            | ر            |                   | ㄹ                 |
| RA               |                 |                                    |                 |                  |              | ラ                |                    |
| RE               |                 |                                    |                 |                  |              | レ                |                    |
| RI               |                 |                                    |                 |                  |              | リ                |                    |
| RO               |                 |                                    |                 |                  |              | ロ                |                    |
| RU               |                 |                                    |                 |                  |              | ル                |                    |
| S                | Σ               | С                                  | ס, שׂ            | ﺱ ﺳ ﺴ ﺲ, ﺹ ﺻ ﺼ ﺺ | س ص          |                   | ㅅ                 |
| SA               |                 |                                    |                 |                  |              | サ                |                    |
| SE               |                 |                                    |                 |                  |              | セ                |                    |
| SH               | Σ̈               | Ш                                  | שׁ               | ﺵ ﺷ ﺸ ﺶ          | ش            |                   |                    |
| SHCH             |                 | Щ                                  |                 |                  |              |                   |                    |
| SHI              |                 |                                    |                 |                  |              | シ                |                    |
| SO               |                 |                                    |                 |                  |              | ソ                |                    |
| SS               |                 |                                    |                 |                  |              |                   | ㅆ                 |
| SU               |                 |                                    |                 |                  |              | ス                |                    |
| T                | Τ               | Т                                  | ט, תּ, ת         | ﺕ ﺗ ﺘ ﺖ, ﻁ ﻃ ﻄ ﻂ | ت ط          |                   | ㅌ                 |
| TA               |                 |                                    |                 |                  |              | タ                |                    |
| TE               |                 |                                    |                 |                  |              | テ                |                    |
| TH               | Θ               |                                    | תֿ               | ﺙ ﺛ ﺜ ﺚ          |              |                   |                    |
| TO               |                 |                                    |                 |                  |              | ト                |                    |
| TS               | ΤΣ              | Ц                                  | צ (кінцева ץ)   |                  |              |                   |                    |
| TSU              |                 |                                    |                 |                  |              | ツ                |                    |
| TT               |                 |                                    |                 |                  |              |                   | ㄸ                 |
| U                | ΟΥ, Υ           | У                                  | , וֻּ             | دُ                |              | ウ                | ㅜ                 |
| UW               |                 |                                    |                 | دُو               |              |                   |                    |
| V                | B               | В                                  | ב               |                  | و            |                   |                    |
| W                | Ω               |                                    | ו, וו           | ﻭ — ﻮ            | و            |                   |                    |
| WA               |                 |                                    |                 |                  |              | ワ                | ㅘ                 |
| WE               |                 |                                    |                 |                  |              | ヱ                |                    |
| WI               |                 |                                    |                 |                  |              | ヰ                | ㅟ                 |
| WO               |                 |                                    |                 |                  |              | ヲ                | ㅝ                 |
| X                | Ξ, Χ            |                                    |                 |                  |              |                   |                    |
| Y                | Ψ               | Й, И, Ы, Ј                         | י               | ﻱ ﻳ ﻴ ﻲ          | ی            |                   |                    |
| YA               |                 | Я                                  |                 |                  |              | ヤ                | ㅑ                 |
| YE               |                 | Є, Е                               |                 |                  |              |                   |                    |
| YEO              |                 |                                    |                 |                  |              |                   | ㅕ                 |
| YI               |                 | Ї                                  |                 |                  |              |                   |                    |
| YO               |                 | Ё                                  |                 |                  |              | ヨ                | ㅛ                 |
| YU               |                 | Ю                                  |                 |                  |              | ユ                | ㅠ                 |
| Z                | Ζ               | З                                  | ז               | ﺯ — ﺰ, ﻅ ﻇ ﻈ ﻆ   | ز            |                   |                    |
| ZH               | Ζ̈               | Ж                                  | ז׳              |                  | ژ            |                   |                    |

## Українська мова і латиниця
Активне використання латинської мови та латинської абетки при написанні ділових паперів на українських землях пов'язують з канцелярією князя Данила Галицького.
Традиція використовувати латинське письмо для української мови в діловій документації зберігається в Україні в поодиноких випадках і в XVI—XVII століттях. Такі записи української мови латинкою є важливим джерелом для реконструкції тодішньої української фонетики, оскільки кириличні пам'ятки, скуті традицією, не так точно передають розмовну мову.
У XIX столітті в Галичині відбувалася боротьба української громадськості зі спробами латинізувати український алфавіт (див. Азбучна війна), що мали на меті полонізацію українців та наближення української мови до польської.
Спроба застосувати латинську абетку до сучасної української мови у 20-ті роки XX століття не знайшла достатньої підтримки.
Проте залишається актуальним використання латиниці для транскрипції та транслітерації української мови в наукових і, особливо, міжнародних виданнях та в практиці міжнародних зв'язків.